# Ryō Kiyuna
Ryō Kiyuna (jap. 喜友名 諒 Kiyuna Ryō; ur. 12 lipca 1990 w Okinawie) – japoński karateka, złoty medalista Letnich Igrzysk Olimpijskich 2020.
Ryō Kiyuna urodził się w Okinawie 12 lipca 1990 roku. Ukończył studia na Okinawa International University (Okinawa Kokusai Daigaku).
Na World Games 2017 zdobył złoty medal w kategorii Kata. Pokonując w finale w Tokio hiszpańskiego karatekę Damiána Quintero, wywalczył złoty medal olimpijski w konkurencji kata.